# Ширяевка (Новосибирская область)
Ширяевка — исчезнувшая деревня в Болотнинском районе Новосибирской области. На момент упразднения входила в состав Егоровского сельсовета. Исключена из учётных данных в 1983 году.

## География
Располагалась на левом берегу реки Левая Терь, в 4 км к юго-западу от деревни Терск.

## История
Посёлок Ширяевский был основан в 1908 г. В 1926 году состоял из 83 хозяйств. В административном отношении входил в состав Дальнего сельсовета Гутовского района Новосибирского округа Сибирского края.
Решением Новосибирского облисполкома от 01.06.1983 г. № 355 деревня исключена из учётных данных.

## Население
По переписи 1926 г. в посёлке проживало 443 человека (214 мужчин и 229 женщин), основное население — белоруссы.